# 锡达敦
锡達敦（英語：Cedartown）是一個位於美國喬治亞州波爾克縣的城市。根據2010年美國人口普查，該地人口為9750人，而該地的面積約為17.80平方千米。同時該地也是波爾克縣的縣治。

## 地理
锡達敦的座標為34°00′55″N 85°15′14″W / 34.01528°N 85.25389°W，而該地的平均海拔高度為256米（即840英尺）。